# Iso-Pietarijärvi
Iso-Pietarijärvi är en sjö i Gällivare kommun i Lappland och ingår i Kalixälvens huvudavrinningsområde. Sjön har en area på 0,601 kvadratkilometer och ligger 464 meter över havet. Iso-Pietarijärvi ligger i Lina fjällurskog Natura 2000-område.

## Delavrinningsområde
Iso-Pietarijärvi ingår i det delavrinningsområde (749178-170551) som SMHI kallar för Utloppet av Iso-Pietarijärvi. Medelhöjden är 498 meter över havet och ytan är 4,31 kvadratkilometer. Det finns inga avrinningsområden uppströms utan avrinningsområdet är högsta punkten. Vattendraget som avvattnar avrinningsområdet har biflödesordning 2, vilket innebär att vattnet flödar genom totalt 2 vattendrag innan det når havet efter 303 kilometer. Avrinningsområdet består mestadels av skog (70 procent) och sankmarker (16 procent). Avrinningsområdet har 0,6 kvadratkilometer vattenytor vilket ger det en sjöprocent på 14 procent.